# マンドラレン
マンドラレン（Mandorallen）は、デイヴィッド・エディングスのファンタジー小説『ベルガリアード物語』および『マロリオン物語』に登場する架空の人物。

## 人物概略
アレンディアに住むミンブル人で、アレンディア王国の誕生より長らく続く指折りの貴族ボー・マンドール卿である。《ダリネの書》、《ムリンの書》に代表される『光の予言』においては【護衛の騎士】と呼ばれ、ベルガリアードでは探索の旅の仲間になる。特徴としては、
- うねるような黒髪と一度見たら忘れられないほど印象的なわし鼻を持つ。
- 槍を持たせたら誰もかなわない、ミンブル人最強の騎士。'その名声はアレンディア中にとどろいている。
- 戦いを好む根っからの騎士で、常に甲冑を身にまとい、剣を携えている。
- まとう甲冑なみに堅苦しい言葉遣いをする（例：語尾に「～でござる」）。会話もまどろっこしいが、礼儀作法も完璧である。
- ガリオン（Garion）の（事実上の）槍の師匠（『マロリオン物語』）

である。妻はネリーナ（Nerina）。数人の子供をもうけている模様。

## 人間性
骨の髄まで騎士道が染み付いた『騎士のなかの騎士』である。それから根っからのアレンディア人であるため、単純明快な思考の持ち主で、アローン人と負けず劣らず好戦的である。その騎士道と単純明快な思考は時に他人に誤解されることもあるが、彼と顔を突き合わせて話をしていくうちに、奥底にある素晴らしい人間性を理解することができる。いわば『狭いけれども深い付き合いができるタイプ』に入るだろう。
だが、騎士であり貴族であるだけあって、武器の使い方だけではなく戦術も勉強している。その賜物は『ベルガリアード』『マロリオン』双方で活かされることとなる。しかし、学習のために脳細胞を使っていても、考えるために脳細胞を使うことはまったくなかった。それゆえ、彼は生まれて初めて味わった『恐怖』に葛藤する。
そんな彼の最大の長所は、騎士であるだけに人一倍忠誠心が強いことであろう。旅の最中で忠義を誓った主人セ・ネドラ（Ce'Nedra）に良く仕え、少年時代に騎士として修行するため預けられたボー・エボール卿（Baron of Vo Ebor）の邸宅で、彼の若い妻ネリーナと恋仲になるが、他人の――しかも『父親』同然の人物の――妻を奪うことを、その良心が許さなかった。『堅物』と言ってしまえばそれまでだが、それだけ強靭な意志と倫理観の持ち主ということでもあろう。

## 『ベルガリアード物語』での活躍
彼がガリオン一行に加わるのは、センダリアとトルネドラをつなぐ《西の大街道》であった。ガリオンたちが大街道をまもるトルネドラ軍に尋問されているところを、ほかの騎士とともに助けた。最初はガリオンとそりが合わず、アスター人のレルドリン（Lelldorin）に至っては、同じ国内で長年争い続けている敵・ミンブル人であるという理由から彼を拒絶する。しかし、ガリオンは彼の言動を見聞きしているうちに彼に対する偏見を解き、レルドリンはアルグロスとの戦いで瀕死の重傷を負った時、知人のミンブル人伯爵オルトレイン卿（Oltorain）のもとでの治療をすすめられ、そこで生涯の伴侶に出逢ったこともあり、彼に感謝することとなる。
一行がボー・ミンブルへ向かう道中、彼は不意に一行から道を外れる。彼が向かった先にいたのは、ボー・エボール卿の妻ネリーナだった。2人は話すこともなく、ただ静かに、互いに寄り添うのだった。悲恋の真っ只中にいるふたりにできることは、それだけだったのだ。
一行がボー・ミンブルに到着し、ガリオンがコロダリン王（Korodullin）とマヤセラーナ王妃（Mayaserana）の前でレルドリンから聞かされた、コロダリン王暗殺計画を打ち明けたとき、彼はガリオンをかばう。クトル・マーゴスの大使ナチャク（Nachak）が自身の護衛に攻撃を命じるが、王の前での決闘は禁止されているため、彼は窮地に陥る。しかし、コロダリンより決闘の許可を得ると、バラク（Barak）やヘター（Hettar）が彼に加担。ナチャクの計画を阻止した。
その後、ニーサを経てマラゴーへ向かう道中、獣に襲われた【世界の女王】セ・ネドラを助けたことがきっかけで、彼女との間で『護衛の騎士』となる誓いを立てることとなる（ちなみに、その獣は甲冑姿の彼が素手で倒した）。しかし、産気づいた雌馬の出産のために立ち寄った『神の洞窟』で、彼はガリオンにあることを打ち明ける。自身のなかに生まれて初めて『恐怖』という感情が芽生えていることを。彼はその克服のために初めて考え、彼なりの結論を出すこととなった。
やがて、ガリオン一行がクトル・マーゴスのラク・クトルで《アルダーの珠》を取り戻し、【絶えた種族の母】タイバ（Taiba）と《珠》を盗んだ少年【珠かつぎ】エランド（Errand）を仲間に加えた後、ガリオンたちとともにリヴァ（Riva）へ向かう。途中、ウルゴランドの地下都市プロルグに残してきたセ・ネドラも加えて。そして、仲間たちとともにリヴァ王ベルガリオン（Belgarion）の誕生を見届けた。
《アンガラクの竜神》トラク（Torak）を倒すべく、ガリオンがベルガラス（Belgarath）とシルク（Silk）をともなってマロリーへ渡った後、彼は残されたセ・ネドラをはじめとするほかの仲間や西方諸国の王とともに対アンガラク戦争に参戦、見事な戦果をあげた。

## 『マロリオン物語』での活躍
対アンガラク戦争から7年後、ボー・エボール卿が戦争で受けた傷がもとで逝去。遺されたネリーナは遠縁の相続人エンブリグ（Embrig）の非礼極まる行為の数々に困惑していた。その話を聞きつけた彼はネリーナを連れ出し、自身の邸宅に保護した。それがきっかけで彼とエンブリグの間で内戦状態に陥ってしまう。かつての仲間レルドリンも弓兵隊を率いて駆けつけ、状況は深刻の一途をたどることになる。
この問題にケリをつけたのが、いまや【西方の大君主】と呼ばれるようになったリヴァ王ベルガリオンだった。彼は魔術で争いを止め、両者を一喝。彼なりの解決案を提示して両者を妥協させ、マンドラレンにはネリーナと結婚するよう強く迫った。長いあいだ悲恋の海の波に身をゆだねていた2人にとって、この提案はまさに青天の霹靂だった。ベルガリオン立会いのもと、不本意なやり方ではあるが、2人は長年の悲恋に終止符を打つ。
それから2年後、リヴァの皇太子ゲラン（Geran）が誕生した。マンドラレンは妻子とともにリヴァへ祝いに向かう。しかし、数ヵ月後、《リヴァの番人》ブランド（Brand）が暗殺されてしまう。彼は重病を患っているコロダリン王に代わり、レルドリンとともにブランドの葬儀に参列する。その後、ほかの仲間とともに熊神教徒の基地があるチェレクのジャーヴィクショルムやドラスニアのレオンを急襲する。レオンでの戦いに終止符が打たれた後、ケルの女予言者シラディス（Cyradis）の幻影に遭遇した彼は、ゲランがザンドラマス（Zandramas）に誘拐されたこと、彼自身は探索の旅に参加してはならないことを聞かされショックを受ける。そして、探索の旅に必ず出なければならない女主人セ・ネドラに泣きながら謝罪するのだった。
しかし、彼の騎士としての立ち振る舞いと槍での戦闘技術はガリオンにとって、大いに役立つものとなる。とくに、2000年前に漂着したミンブル人と先住民のダル人の混血民族が住むダラシア保護領のペリヴォー島では、彼の言葉遣いと礼儀作法が大変重宝した。
一方、彼自身もも残された仲間たちもみんな、ガリオンたちの帰りをおめおめ待っているだけでは済まない性分であった。彼らはバラクの船《海鳥号》でマロリーへ向かう。そして、無事に《光と闇の最終対決》を終えたガリオン一行を救助する。
その後、《海鳥号》で向かったペリヴォー島の首都ダル・ペリヴォーで、マンドラレンはその存在感で住民を圧倒することとなる。住民がアレンディアに住む『生粋の』ミンブル人を見るのはこれが初めてだったのだ。『ダル・ペリヴォーの講和』で彼はアレンディア代表として発言し、講和の締結に貢献した。
すべてを終えて、彼はレルドリンとともにボー・ミンブルで《海鳥号》を降りる。ガリオンたちにしばしの別れを告げて。